# Marek Grechuta
Marek Michał Grechuta (Zamość, 10 dicembre 1945 – Cracovia, 9 ottobre 2006) è stato un cantautore, compositore e paroliere polacco.

## Biografia
Nasce subito dopo la grande guerra nella cittadina di Zamość, che lascerà per intraprendere gli studi di architettura al Politecnico Tadeusz Kościuszko di Cracovia. Durante il periodo degli studi universitari stringe amicizia con il compositore e pianista Jan Kanty Pawluśkiewicz, con cui fonderà il cabaret studentesco Anawa nel dicembre 1966. L'anno seguente vince il secondo premio nel VI Concorso Musicale Studentesco (VI Ogólnopolski Konkurs Piosenkarzy Studenckich) e viene premiato per la canzone Tango Anawa, di cui è paroliere e Jan Kanty Pawluśkiewicz il compositore. Nel 1969 fa un'apparizione nel film Polowanie na muchy di Andrzej Wajda .
Nel 1971 lascia Anawa e fonda la banda WIEM (W Innej Epoce Muzycznej). Incominciano i successi e ben presto Grechuta viene conosciuto in tutto il territorio nazionale, anche grazie alla diffusione della radio. Le sue canzoni sono spesso caratterizzate da elementi poetici e letterari. Tra i suoi più grandi successi si ricordano: Kraków, Dni których nie znamy, Złote przeboje, Szalona lokomotywa, Krajobraz pełen nadziei. Nel 2003 collabora con il gruppo Myslovitz e ri-adatta la sua vecchia canzone Kraków.
La canzone Dni których nie znamy è l'inno della squadra di calcio polacca Korona Kielce.

### Vita privata
Marek Grechuta si sposò con sua moglie Danuta nel 1967 dalla quale ebbe un figlio, Łukasz.
È sepolto nel cimitero Rakowicki a Cracovia.